# Mühlenbrück (Großsolt)
Mühlenbrück (dänisch Møllebro) ist ein Ortsteil der Gemeinde Großsolt im Kreis Schleswig-Flensburg in Schleswig-Holstein.

## Lage
Direkt südwestlich von Mühlenbrück liegt das Dorf Großsolt und direkt westlich Großsoltbrück. Südöstlich angrenzend liegt zudem der Ort Bistoft. Ungefähr 3,5 Kilometer südöstlich liegt des Weiteren das recht große Dorf Satrup. Zwei Kilometer nordwestlich von Mühlenbrück liegt außerdem noch das Nachbardorf Kollerup. Die Stadtgrenze von Flensburg liegt ungefähr acht Kilometer entfernt. Die Hauptverkehrsstraße des Ortes Mühlenbrück stellt die Landstraße 23 dar, welche im Dorfbereich den Namen Flensburger Straße trägt, da sie bis nach Flensburg führt. Über eine Busverbindung sind Nachbarorte sowie die Stadt Flensburg erreichbar. Von Südwesten kommend durchkreuzt die Bondenau, ein Quellfluss der Treene, das Dorf in Richtung Nordosten.

## Hintergrund
Der Ort fand im Jahr 1703 seine erste Erwähnung. Der Ortsname verweist auf eine Brücke bei der ehemaligen Wassermühle des Ortes. 1889 wurde zusammen mit dem Nachbarort Bistoft die Freiwillige Feuerwehr Bistoft-Mühlenbrück gegründet. Auf der Landkarte der dänischen Landesaufnahme von 1857/1858 und der Karte der Preußischen Landesaufnahme um 1879, auf welcher Husby und Umgebung dargestellt waren, war der Ort Mühlenbrück schon eingetragen. Nach und nach sind seitdem die beiden benachbarten Orte Mühlenbrück und Bistoft miteinander verwachsen. Seit Mitte der 1930er Jahre bestand ein Haltepunkt der Flensburger Kreisbahn beim Dorf. Das Dorf besaß auch einen Gasthof, der offenbar bis nach dem Zweiten Weltkrieg bestand. 1970 lebten 95 Menschen in Mühlenbrück.